# Forum für Fachsprachen-Forschung
Das Forum für Fachsprachen-Forschung, kurz FFF, ist eine etablierte wissenschaftliche Schriftenreihe für die Fachsprachen- und Fachkommunikationsforschung.

## Entstehung
Das Forum für Fachsprachen-Forschung wurde 1985 von Hartwig Kalverkämper gegründet. Seit 2008 erscheint die Reihe im Berliner Verlag Frank & Timme und wird weiterhin von Hartwig Kalverkämper, seit 2015 in Zusammenarbeit mit Klaus-Dieter Baumann, herausgegeben.
Die Schriftenreihe hat das Ziel, zur Identitätsstiftung und Profilierung der Fachsprachen- und Fachkommunikationsforschung innerhalb der Linguistik und den angrenzenden Disziplinen beizutragen, die sich mit Sprachen, Kommunikation, Handeln, Gesellschaft und Kulturalität beschäftigen.
Als erster Band erschien Lothar Hoffmanns Kommunikationsmittel Fachsprache. Eine Einführung, der erstmals 1976 in der DDR beim Akademie-Verlag veröffentlicht worden war, nun in der 2. völlig neu bearbeiteten Auflage von 1984 (in FFF 1985). Es folgten ca. 160 Monografien, themenspezifische Sammelbände und Festschriften.

## Themen
Die Reihe ist einem interdisziplinären Ansatz verpflichtet, der Geistes-, Kultur- und Sozialwissenschaften ebenso umfasst wie Natur- und Technikwissenschaften. Behandelte Fachgebiete sind unter anderem Medizin, Rechtswissenschaft, Wirtschaft und Unternehmenskommunikation sowie die Geisteswissenschaften. Zentral ist die Verbindung von Theoriebildung und Angewandtheit (Praxisbezug). Das zeigt sich u. a. in der Nähe zur Translationswissenschaft (Fachübersetzen).
Publikationssprachen und Forschungsbereiche sind das Deutsche, Englische, Französische, Italienische und Spanische sowie weitere Sprachen (wie Russisch, Polnisch, Tschechisch, Norwegisch, Chinesisch) als Forschungsgegenstand.

## Verzeichnis der veröffentlichten Bände
| Band    | Titel | Autor*innen/Herausgeber*innen                                                                   | Jahr                   | ISBN              |
| 1       | Kommunikationsmittel Fachsprache. Eine Einführung. 2. völlig neu bearb. Aufl. | Lothar Hoffmann                                                                                 | 1985                   |                   |
| 2       | Deutsche Naturwissenschaftssprachen. Historische und kritische Studien | Uwe Pörksen                                                                                     | 1986                   |                   |
| 3       | Deutsch als Wissenschaftssprache. 25. Konstanzer Literaturgespräch des Buchhandels, 1985 | Hartwig Kalverkämper/Harald Weinrich (Hrsg.)                                                    | 1986                   |                   |
| 4       | Fachsprachliche Dimensionen | Els Oksaar                                                                                      | 1988                   |                   |
| 5       | Vom Fachwort zum Fachtext. Beiträge zur Angewandten Linguistik | Lothar Hoffmann                                                                                 | 1988                   |                   |
| 6       | Fachbezogener Fremdsprachenunterricht | Claus Gnutzmann (Hrsg.)                                                                         | 1988                   |                   |
| 7       | Sprache zwischen Militär und Frieden: Aufrüstung der Begriffe? | Armin Burkhardt/Franz Hebel/Rudolf Hoberg (Hrsg.)                                               | 1989                   |                   |
| 8       | Fachsprachen in der Romania | Hartwig Kalverkämper (Hrsg.)                                                                    | 1988                   |                   |
| 9       | Terminologie in Theorie und Praxis | Helmut Felber/Gerhard Budin                                                                     | 1989                   |                   |
| 10      | Sprachen in den Wissenschaften. Deutsch und Englisch in der internationalen Kommunikation | Sabine Skudlik                                                                                  | 1990                   |                   |
| 11      | Rekapitulation. Textstrategien der Zusammenfassung von wissenschaftlichen Fachtexten. | Heinz Leonhard Kretzenbacher                                                                    | 1990                   |                   |
| 12      | Bibliographie zur russischen Fachsprache. | Willy Birkenmaier/Irene Mohl                                                                    | 1990                   |                   |
| 13      | Fachtextsorten im Englischen. | Rosemarie Gläser                                                                                | 1990                   |                   |
| 14      | Fachsprache und Terminologie in Geschichte und Gegenwart. | Jörn Albrecht/Richard Baum (Hrsg.)                                                              | 1992                   |                   |
| 15      | Den Patienten informieren. Beipackzettel von Medikamenten. | Janina Schuldt                                                                                  | 1992                   |                   |
| 16      | Didaktik der Fachsprachen. Aufgaben und Arbeitsfelder, Konzepte und Perspektiven im Sprachbereich Deutsch. | Hans-Rüdiger Fluck                                                                              | 1992                   |                   |
| 17      | Angewandte Fachtextlinguistik. “Conclusions” und Zusammenfassungen. | Hermann Oldenburg                                                                               | 1992                   |                   |
| 18      | Integrative Fachtextlinguistik. | Klaus-Dieter Baumann                                                                            | 1992                   |                   |
| 19      | Fachtextpragmatik | Hartmut Schröder (Hrsg.)                                                                        | 1993                   |                   |
| 20      | Kontrastive Fachsprachenforschung. | Klaus-Dieter Baumann/Hartwig Kalverkämper (Hrsg.)                                               | 1992                   |                   |
| 21      | Mündliche Fachkommunikation. Das Beispiel Chemie. | Klaus Munsberg                                                                                  | 1994                   |                   |
| 22      | Wissenschaftssprache und Sprachkritik. Untersuchungen zu Geschichte und Gegenwart. | Uwe Pörksen                                                                                     | 1994                   |                   |
| 23      | Fachlexikographie. Fachwissen und seine Repräsentation in Wörterbüchern. | Burkhard Schaeder/Henning Bergenholtz (Hrsg.)                                                   | 1994                   |                   |
| 24      | The Bilingual LSP Dictionary. Principles and Practice for Legal Language. | Sandro Nielsen                                                                                  | 1994                   |                   |
| 25      | Fachliche Textsorten. Komponenten – Relationen – Strategien. | Klaus-Dieter Baumann/Hartwig Kalverkämper (Hrsg.)                                               | 1996                   |                   |
| 26      | Titel wissenschaftlicher Texte. | Gunther Dietz                                                                                   | 1995                   |                   |
| 27      | Textsorten in Naturwissenschaften und Technik. Pragmatische Typologie – Kontrastierung – Translation | Susanne Göpferich                                                                               | 1994                   |                   |
| 28      | Wissensorganisation und Terminologie. Die Komplexität und Dynamik wissenschaftlicher Informations- und Kommunikationsprozesse. | Gerhard Budin                                                                                   | 1996                   |                   |
| 29      | VERMUTEN. Nominale Ausdrucksmittel im Wissenschaftsjournalismus (Deutsch – Englisch – Französisch) | Gisela Thiel/Gisela Thome                                                                       | 1996                   |                   |
| 30      | Metaphorik im Fach. Bildfelder in der musikwissenschaftlichen Kommunikation. | Thomas Störel                                                                                   | 1997                   |                   |
| 31      | Termini im Kontext. Verfahren zur Erschließung und Übersetzung der textspezifischen Bedeutung von fachlichen Ausdrücken | Heidrun Gerzymisch-Arbogast                                                                     | 1996                   |                   |
| 32      | Wissenschaftliche Grundlagen der Technischen Kommunikation. | Hans P. Krings (Hrsg.)                                                                          | 1996                   |                   |
| 33      | Die Disziplinierung der Sprache. Fachsprachen in unserer Zeit | Theodor Ickler                                                                                  | 1997                   |                   |
| 34      | Das Verstehen von Fachtexten. Rezeption – Kognition – Applikation | Silke Jahr                                                                                      | 1996                   |                   |
| 35      | Coming to know: Studies in the lexical semantics and pragmatics of academic English | Paul Georg Meyer                                                                                | 1997                   |                   |
| 36      | Konventionen von Fachtextsorten. Kontrastive Analysen zu deutschen und dänischen Gerichtsurteilen. | Jan Engberg                                                                                     | 1997                   |                   |
| 37      | Terminus – Thesaurus – Text. Theorie und Praxis von Fachbegriffsystemen und ihrer Repräsentation in Fachtexten | Susanne Wendt                                                                                   | 1997                   |                   |
| 38      | Sprachen im Beruf. Stand – Probleme – Perspektiven | Klaus-Dieter Baumann/Hartwig Kalverkämper/Kerstin Steinberg-Rahal (Hrsg.)                       | 2000                   |                   |
| 39      | Darstellungsformen der Wissenschaften im Kontrast. Aspekte der Methodik, Theorie und Empirie | Lutz Danneberg/Jürg Niederhauser (Hrsg.)                                                        | 1998                   |                   |
| 40      | Interkulturelles “Technical Writing”. Fachliches adressatengerecht vermitteln. Ein Lehr- und Arbeitsbuch. | Susanne Göpferich                                                                               | 1998                   |                   |
| 41      | Juristisches Übersetzen Spanisch – Deutsch: Immobilienverträge | Ina Stengel-Hauptvogel                                                                          | 1997                   |                   |
| 42      | Kondensation als terminologisches Prinzip im Russischen | Brigitte Horn-Helf                                                                              | 1997                   |                   |
| 43      | „Wörter und Sachen“ – Grundlagen einer Historiographie der Fachsprachenforschung | Dorothee Heller                                                                                 | 1998                   |                   |
| 44      | Eintragsmodelle für terminologische Datenbanken. Ein Beitrag zur übersetzungsorientierten Terminographie | Felix Mayer                                                                                     | 1998                   |                   |
| 45      | Informationsmanagement für wissenschaftliche Textproduktionen | Dagmar Knorr                                                                                    | 1998                   |                   |
| 46      | Schreiben im Beruf als Handeln im Fach | Karl-Heinz Pogner                                                                               | 1999                   |                   |
| 47      | Fachsprachenforschung in wissenschaftstheoretischer Perspektive | Romuald Skiba                                                                                   | 1998                   |                   |
| 48      | Fachliche Information und inszenierte Wissenschaft. Fachlichkeitskonzepte in der Wirtschaftswerbung | Nina Janich                                                                                     | 1998                   |                   |
| 49      | Medium Sprache im Beruf. Eine Aufgabe für die Linguistik. | Michael Becker-Mrotzek/Christine Doppler (Hrsg.)                                                | 1999                   |                   |
| 50      | Sprache, das heißt Sprachen. Mit einem vollständigen Schriftenverzeichnis des Autors | Harald Weinrich                                                                                 | 2001 22003 32006       |                   |
| 51      | Fachtextsorten kontrastiv. Englisch – Deutsch – Französisch | Eva Cassandra Trumpp                                                                            | 1998                   |                   |
| 52      | Gebrauchsanleitungen. Ein Beitrag zur Textsortengeschichte seit 1950 | Markus Nickl                                                                                    | 2001                   |                   |
| 53      | Wissenschaftssprache und populärwissenschaftliche Vermittlung | Jürg Niederhauser                                                                               | 1999                   |                   |
| 54      | Übersetzen von Rechtstexten. Fachkommunikation im Spannungsfeld zwischen Rechtsordnung und Sprache | Peter Sandrini (Hrsg.)                                                                          | 1999                   |                   |
| 55      | Hermetik und Manipulation in den Fachsprachen | Klaus Morgenroth (Hrsg.)                                                                        | 2000                   |                   |
| 56      | Sprachökonomie durch Kurzwörter. Bildung und Verwendung in der Fachkommunikation | Anja Steinhauer                                                                                 | 2000                   |                   |
| 57      | Verständliche Wissenschaft. Ein informationsdidaktischer Beitrag zur Verständlichkeitsforschung | Matthias Ballod                                                                                 | 2001                   |                   |
| 58      | Unternehmenskommunikation | Michael Becker-Mrotzek/Reinhard Fiehler (Hrsg.)                                                 | 2002                   |                   |
| 59      | Wirtschaftsdeutsch als Fremdsprache. Ein didaktisches Modell – dargestellt am Beispiel der chinesischen Germanistik-Studiengänge | Jin Zhao                                                                                        | 2002                   |                   |
| 60      | Eigenschaften popularisierender Fachtextsorten in der Pädiatrie | Michael Wittwer                                                                                 | 2003                   |                   |
| 61      | Zum Sprachgebrauch der moralphilosophischen Diskussion der Früheuthanasie. Eine informationsdidaktische Studie | Oliver Fink                                                                                     | 2003                   |                   |
| 62      | Die kognitive Metapher als Werkzeug des Denkens. Zur Rolle der Analogie bei der Gewinnung und Vermittlung wissenschaftlicher Erkenntnisse | Petra Drewer                                                                                    | 2003                   |                   |
| 63      | Fachsprachliche Kollokationen. Ein übersetzungsorientiertes Datenbankmodell Deutsch – Spanisch | Ana Caro Cedillo                                                                                | 2004                   |                   |
| 64      | Übersetzen in der Fachkommunikation / Comunicazione specialistica e traduzione | Lorenza Rega/Marella Magris (Hrsg.)                                                             | 2004                   |                   |
| 65      | Rechtsübersetzung und Hilfsmittel zur Translation. Wissenschaftliche Grundlagen und computergestützte Umsetzung eines lexikographischen Konzepts                                                                                               | Eva Wiesmann                                                                                    | 2004                   |                   |
| 66      | Qualität fachsprachlicher Kommunikation. | Susanne Göpferich/Jan Engberg (Hrsg.)                                                           | 2004                   |                   |
| 67      | Pluralität in der Fachsprachenforschung | Klaus-Dieter Baumann/Hartwig Kalverkämper (Hrsg.)                                               | 2004                   |                   |
| 68      | Wirtschaftsanglizismen. Eine kontrastive Analyse des Französischen, Deutschen und Neugriechischen | Valérie Béchet-Tsarnos                                                                          | 2005                   |                   |
| 69      | Terminology, Computing and Translation | Pius ten Hacken (Ed.)                                                                           | 2006                   |                   |
| 70      | Fachkommunikation im Betrieb. Interaktionsmuster und berufliche Identität in französischen Arbeitsbesprechungen | Britta Thörle                                                                                   | 2005                   |                   |
| 71      | Sprache und Arbeit. Aspekte einer Ethnographie der Unternehmenskommunikation | Andreas P. Müller                                                                               | 2006                   |                   |
| 72      | Wissensvermittlung im Hörfunk | Silke Dormeier                                                                                  | 2006                   |                   |
| 73      | Computerlinguistik für die Terminografie im Recht | Leonhard Voltmer                                                                                | 2006                   |                   |
| 74      | Phraseologie und Formulierungsmuster in medizinischen Texten. | Stefan Kühtz                                                                                    | 2007                   |                   |
| 75      | Erfolgreiche Werbung im interkulturellen Vergleich. Eine Analyse deutsch- und französischsprachiger Werbung | Daniela Dau                                                                                     | 2007                   |                   |
| 76      | Wissen, Sprache, Medium, Arbeit. Ein integratives Modell der ein- und mehrsprachigen Fachkommunikation | Klaus Schubert                                                                                  | 2007                   |                   |
| 77      | Die gemeinsame Konstitution professioneller Interaktion | Liisa Tiittula/Marja-Leena Piitulainen/Ewald Reuter (Hrsg.)                                     | 2007                   |                   |
| 79      | Interkulturalität von Textsortenkonventionen. Vergleich deutscher und chinesischer Kulturstile: Image-Broschüren | Jin Zhao                                                                                        | 2008                   | 978-3-86596-169-3 |
| 80      | Fachtextsorten–in–Vernetzung | Hartwig Kalverkämper/Klaus-Dieter Baumann (Hrsg.)                                               | 2019                   | 978-3-86596-160-0 |
| 82      | Macht im Kommunikationsgefälle: der Arzt und sein Patient | Tim Peters                                                                                      | 2008                   | 978-3-86596-181-5 |
| 83      | Sprachenvielfalt im Kontext von Fachkommunikation, Übersetzung und Fremdsprachenunterricht.Für Reiner Arntz. zum 65. Geburtstag | Hans P. Krings/Felix Mayer (Hrsg.)                                                              | 2008                   | 978-3-86596-192-1 |
| 84      | Análisis lingüístico contrastivo de textos especializados en español y alemán | Encarnación Tabares Plasencia/Vessela Ivanova/Elke Krüger (Hrsg.)                               | 2008                   | 978-3-86596-190-7 |
| 85      | Analyse evidenter Anglizismen in Psychiatrie und Logistik | Nancy Hadlich                                                                                   | 2011                   | 978-3-86596-380-2 |
| 86      | La comparación en los lenguajes de especialidad | Eva Martha Eckkrammer (Ed.)                                                                     | 2009                   | 978-3-86596-216-4 |
| 87      | Rechtsterminologie – ein Beschreibungsmodell. Das russische Recht des geistigen Eigentums | Maria Mushchinina                                                                               | 2009                   | 978-3-86596-218-8 |
| 88      | Kulturspezifik in der Fachübersetzung. Die Bedeutung der Kulturkompetenz bei der Translation fachsprachlicher und fachbezogener Texte | Sylvia Reinart                                                                                  | 2009 22014             | 978-3-86596-235-5 |
| 89      | Fachübersetzen – Ein Lehrbuch für Theorie und Praxis | Radegundis Stolze                                                                               | 2009 22012 32013 42017 | 978-3-86596-257-7 |
| 90      | Modell zur Produktion von Online-Hilfen | Carmen Heine                                                                                    | 2010                   | 978-3-86596-263-8 |
| 91      | Konventionen technischer Kommunikation: Makro- und mikrokulturelle Kontraste in Anleitungen | Brigitte Horn-Helf                                                                              | 2010                   | 978-3-86596-233-1 |
| 92      | Wandel im Fach. Historiographie von DaF als Fachsprachen-Disziplin in der DDR | Marina Adams                                                                                    | 2010                   | 978-3-86596-269-0 |
| 93      | Wissenschaftliches Schreiben in Portugal zum Ende des Antigo Regime (1779 – 1821). Die Memórias económicas der Academia das Ciências de Lisboa                                                                                                 | Carsten Sinner                                                                                  | 2012                   | 978-3-86596-277-5 |
| 94      | Les discours de la bourse et de la finance | Laurent Gautier (Éd.)                                                                           | 2012                   | 978-3-86596-302-4 |
| 96      | Mündliche Fachtexte der französischen Rechtssprache | Julia Neu                                                                                       | 2011                   | 978-3-86596-351-2 |
| 97      | Probleme interkultureller Kommunikation bei Gerichtsverhandlungen mit Türken und Deutschen | Mehmet Tahir Öncü                                                                               | 2011                   | 978-3-86596-387-1 |
| 98/99   | Fach – Translat – Kultur. Interdisziplinäre Aspekte der vernetzten Vielfalt. Festschrift zum 60. Geburtstag von Hartwig Kalverkämper | Klaus-Dieter Baumann (Hrsg.)                                                                    | 2011                   | 978-3-86596-209-6 |
| 100     | Fachkommunikation im Fokus – Paradigmen, Positionen, Perspektiven. Festschrift für Klaus-Dieter Baumann zum 60. Geburtstag | Hartwig Kalverkämper (Hrsg.)                                                                    | 2016                   | 978-3-7329-0214-9 |
| 102     | Contrastive Analysis of News Text Types in Russian, British and American Business Online and Print Media | Anastasiya Kornetzki                                                                            | 2012                   | 978-3-86596-420-5 |
| 103     | Rechtskommunikation national und international im Spannungsfeld von Hermeneutik, Kognition und Pragmatik. | Ingrid Simonnæs                                                                                 | 2012                   | 978-3-86596-427-4 |
| 104     | Tyronyme – Zur strategischen Wortbildung französischer Käsemarkennamen | Svenja Dufferain                                                                                | 2012                   | 978-3-86596-428-1 |
| 105     | Figement et discours spécialisés | Laurent Gautier (Éd.)                                                                           | 2018                   | 978-3-86596-413-7 |
| 106/107 | Medizin für den Laien: Vom Pesttraktat zum digitalen Ratgebertext | Eva Martha Eckkrammer                                                                           | 2016                   | 978-3-86596-312-3 |
| 108     | Einführung in die Technik der Rechtsübersetzung vom Italienischen ins Deutsche. Ein Arbeitsbuch mit interdisziplinärem Ansatz. / Introduzione alla tecnica della traduzione giuridica dall'italiano al tedesco. Un approccio interdisciplinare | Lucia Udvari                                                                                    | 2013                   | 978-3-86596-516-5 |
| 109     | Kulturspezifische Aspekte in technischen Texten. Eine Analyse deutsch- und türkischsprachiger Gebrauchsanleitungen | Mehmet Tahir Öncü                                                                               | 2013                   | 978-3-86596-517-2 |
| 110     | Rechtsübersetzung und Rechtswissen. Kognitionstranslatologische Überlegungen und empirische Untersuchung des Übersetzungsprozesses | Cornelia Griebel                                                                                | 2013                   | 978-3-86596-534-9 |
| 111     | Fachsprache(n) in der Romania. Entwicklung, Verwendung, Übersetzung | Laura Sergo/Ursula Wienen/Vahram Atayan (Hrsg.)                                                 | 2013                   | 978-3-86596-404-5 |
| 112     | Die Fachsprache des Tanzes | Birte Möpert                                                                                    | 2014                   | 978-3-7329-0012-1 |
| 113     | Diatopische Variation in der deutschen Rechtssprache | Marina Brambilla/Joachim Gerdes/Chiara Messina (Hrsg.)                                          | 2013                   | 978-3-86596-447-2 |
| 114     | Wissenskommunikation in der technischen Redaktion. Die situierte Gestaltung adäquater Kommunikation | Christiane Zehrer                                                                               | 2014                   | 978-3-7329-0032-9 |
| 115     | Terminologische Variation in der Rechts- und Verwaltungssprache. Deutschland – Österreich – Schweiz | Tanja Wissik                                                                                    | 2014                   | 978-3-7329-0004-6 |
| 116     | Terminology Science in Russia today. From the Past to the Future | Larissa Alexandrovna Manerko/Klaus-Dieter Baumann/Hartwig Kalverkämper (Eds.)                   | 2014                   | 978-3-7329-0051-0 |
| 117     | Übersetzungsorientierte Fachwörterbücher. Entwicklung und Erprobung eines innovativen Modells | Georg Löckinger                                                                                 | 2014                   | 978-3-7329-0053-4 |
| 118     | Verbale und nonverbale Vagheit in englisch- und deutschsprachigen Interviews | Kerstin Petermann                                                                               | 2014                   | 978-3-7329-0061-9 |
| 119     | Fraseología jurídica contrastiva español – alemán / Kontrastive Fachphraseologie der spanischen und deutschen Rechtssprache | Encarnación Tabares Plasencia (Ed.)                                                             | 2014                   | 978-3-86596-528-8 |
| 120     | Fachstile. Systematische Ortung einer interdisziplinären Kategorie | Klaus-Dieter Baumann / Jan-Eric Dörr / Katja Klammer (Hrsg.)                                    | 2014                   | 978-3-7329-0105-0 |
| 121     | La ciencia como diálogo entre teorías, textos y lenguas | Jenny Brumme/Carmen López Ferrero (Eds.)                                                        | 2015                   | 978-3-7329-0130-2 |
| 122     | Basiswissen deutsches Recht für Übersetzer. Mit Übersetzungsübungen und Verständnisfragen | Ingrid Simonnæs                                                                                 | 2015                   | 978-3-7329-0133-3 |
| 123     | Deutsch- und englischsprachige Werbung. Textpragmatik, Medialität, Kulturspezifik | Silke Friedrich                                                                                 | 2015                   | 978-3-7329-0152-4 |
| 124     | Bargeldmetaphern im Französischen. Pragmatik, Sprachkultur und Metaphorik | Bernhard Haidacher                                                                              | 2015                   | 978-3-7329-0124-1 |
| 125     | Die österreichischen Wirtschaftssprachen. Terminologie und diatopische Variation | Chiara Messina                                                                                  | 2015                   | 978-3-7329-0113-5 |
| 126     | Sprachprofiling – Grundlagen und Fallanalysen zur Forensischen Linguistik | Raimund H. Drommel                                                                              | 2016                   | 978-3-7329-0158-6 |
| 127     | Fachsprachenforschung in Polen | Krzysztof Nycz/Klaus-Dieter Baumann/Hartwig Kalverkämper (Hrsg.)                                | 2016                   | 978-3-7329-0211-8 |
| 128     | Kondensation und Expansion in Fachtexten der Technik | Peter Kastberg                                                                                  | 2015                   | 978-3-7329-0221-7 |
| 129     | Textarbeit in der geisteswissenschaftlichen Lehre | Anja Centeno García                                                                             | 2016                   | 978-3-7329-0196-8 |
| 132     | Sprachverwendung und Normvorstellung in der Fachkommunikation | Maria Mushchinina                                                                               | 2017                   | 978-3-7329-0293-4 |
| 133     | Tschechische und deutsche Wissenschaftssprache im Vergleich. Wissenschaftliche Artikel der Linguistik | Agnes Goldhahn                                                                                  | 2017                   | 978-3-7329-0332-0 |
| 134     | Didaktik der technischen Fachkommunikation. Methodologien, Konzepte, Evaluationen | Natalya Zalipyatskikh                                                                           | 2017                   | 978-3-7329-0344-3 |
| 135     | Denkstile in der Fachkommunikation der Technik- und Sozialwissenschaften. Fakten und Kontraste im Deutschen und Englischen | Katja Klammer                                                                                   | 2017                   | 978-3-7329-0355-9 |
| 136     | Unternehmensnamen. Entwicklung – Gestaltung – Wirkung – Verwendung | Fabian Fahlbusch                                                                                | 2017                   | 978-3-7329-0202-6 |
| 137     | Anglizismen – Sprachwandel in deutschen und norwegischen Texten der Informationstechnologie | Sabrina Brandt                                                                                  | 2017                   | 978-3-7329-0385-6 |
| 138     | Sprache und Medizin. Interdisziplinäre Beiträge zur medizinischen Sprache und Kommunikation | Sascha Bechmann (Hrsg.)                                                                         | 2017                   | 978-3-7329-0372-6 |
| 139     | Der französische Fachwortschatz im Bereich Solarenergie: Wortbildung und Lexikographie | Anastasia Mikhailova-Tucholke                                                                   | 2017                   | 978-3-7329-0400-6 |
| 140     | Legal Translation and Court Interpreting: Ethical Values, Quality, Competence Training | Annikki Liimatainen/Arja Nurmi/Marja Kivilehto/Leena Salmi/Anu Viljanmaa/Melissa Wallace (Eds.) | 2018                   | 978-3-7329-0295-8 |
| 141     | Handbuch des fach- und berufsbezogenen Deutschunterrichts – DaF, DaZ, CLIL | Rosemarie Buhlmann/Anneliese Fearns                                                             | 2018                   | 978-3-7329-0013-8 |
| 142     | Einheit in Vielfalt: der Bologna-Prozess. Fachlexikologische und fachkommunikative Aspekte | Agnieszka Błażek                                                                                | 2018                   | 978-3-7329-0470-9 |
| 143     | Die Sprache der Jäger – Ein Vergleich der Weidmannssprache im deutsch- und englischsprachigen Raum | Katrin Josephine Wagner                                                                         | 2018                   | 978-3-7329-0455-6 |
| 144     | Gender in legislative languages. From EU to national law in English, French, German, Italian and Spanish | Stefania Cavagnoli/Laura Mori (Eds.)                                                            | 2019                   | 978-3-7329-0349-8 |
| 145     | Sprachliche Herausforderungen ausländischer Anästhesist(inn)en bei Aufklärungsgesprächen. Eine gesprächsanalytische Studie zu „Deutsch als Zweitsprache im Beruf“                                                                              | Damaris Borowski                                                                                | 2018                   | 978-3-7329-0502-7 |
| 146     | Texte sprachbewusst optimieren. Ein linguistisches Kategoriensystem für die computergestützte Revision qualitätsrelevanter sprachlicher Merkmale in Texten                                                                                     | Thomas Bartz                                                                                    | 2018                   | 978-3-7329-0514-0 |
| 147     | Fachlichkeit und Fachsprachlichkeit in varianten Kontexten | Lenka Vaňková (Hrsg.)                                                                           | 2018                   | 978-3-7329-0530-0 |
| 148     | Der notarielle Immobilienkaufvertrag in Italien und Deutschland. Eine kontrastive diachronische Untersuchung zur Bedeutung von Norm und Konvention sowie zur Entwicklung der Textsorte                                                         | Eva Wiesmann                                                                                    | 2018                   | 978-3-7329-0511-9 |
| 149     | Legal Translation. Current Issues and Challenges in Research, Methods and Applications | Ingrid Simonnæs/Marita Kristiansen (Eds.)                                                       | 2019                   | 978-3-7329-0366-5 |
| 150     | Fachlich kommunizieren mit sich selbst. Verständlichkeit und Optimierung von Recherchenotizen | Thorsten Dick                                                                                   | 2019                   | 978-3-7329-0553-9 |
| 151     | Enhancing and analysing Project Communication | Kristina Pelikan                                                                                | 2019                   | 978-3-7329-0564-5 |
| 152     | Die Fachtextsorte Gesetz. Eine kontrastive stilistische Untersuchung anhand des deutschen Aufenthaltsgesetzes und britischer immigration acts                                                                                                  | Miriam Behschnitt                                                                               | 2019                   | 978-3-7329-0548-5 |
| 153     | The Digital Scholar: Academic Communication in Multimedia Environment | Irena Vassileva/Mariya Chankova/Esther Breuer/Klaus P. Schneider (Eds.)                         | 2020                   | 978-3-7329-0569-0 |
| 154     | New Challenges for Research on Language for Special Purposes. Selected Proceedings from the 21th LSP-Conference 28-30 June 2017, Bergen (Norway)                                                                                               | Ingrid Simonnæs/Øivin Andersen/Klaus Schubert (Eds.)                                            | 2019                   | 978-3-7329-0420-4 |
| 155     | Die Fachsprache der Geschichtswissenschaft. Wissenstransfer – Subjektivität – Übersetzung | Franziska Toscher                                                                               | 2019                   | 978-3-7329-0554-6 |
| 156     | Wissenschaftliche Zeitschriftenartikel und Letters der Physik und Informatik. Eine Mehr-Ebenen-Differenzierung | Jana Schumacher                                                                                 | 2020                   | 978-3-7329-0615-4 |
| 157     | Knowledge Communication. Contours of a Research Agenda | Peter Kastberg                                                                                  | 2019                   | 978-3-7329-0432-7 |
| 158     | Semiotische Effizienz interfachlicher Sprache–Bild-Textsorten. Schreibprozesse bei Pflichtenheften technischer Ausschreibungen. | Alexander Holste                                                                                | 2019                   | 978-3-7329-0300-9 |
| 159     | Das Fachwort in der Tagespresse | Lenka Vaňková (Hrsg.)                                                                           | 2019                   | 978-3-7329-0628-4 |
| 160     | Deutsche medizinische Lehrtexte. Eine diachronische Perspektive | Alessandra Zurolo                                                                               | 2020                   | 978-3-7329-0682-6 |
| 161     | Fachkommunikationsforschung im Spannungsfeld von Methoden, Instrumenten und Fächern | Marina Adams/Klaus-Dieter Baumann/Hartwig Kalverkämper (Hrsg.)                                  | 2021                   | 978-3-7329-0783-0 |
| 162     | Ethics in Professional and Corporate Discourse. Linguistic Perspectives | Giuliana Elena Garzone, Paola Catenaccio                                                        | 2022                   | 978-3-7329-0806-6 |
| 163     | Syntax in Fachkommunikation | Ursula Wienen/Tinka Reichmann/Laura Sergo (Hrsg.)                                               | 2022                   | 978-3-7329-0821-9 |
| 164     | Zukunftsformate der Fachkommunikationsforschung | Marina Adams/Klaus-Dieter Baumann/Hartwig Kalverkämper (Hrsg.)                                  | 2023                   | 978-3-7329-0800-4 |
| 165     | Sprache, das heißt Sprachen | Harald Weinrich, Hartwig Kalverkämper (Hrsg.)                                                   | 2023                   | 978-3-7329-0879-0 |
| 166     | Basiswissen deutsches Recht für Übersetzer (3., völlig neu bearbeitete Auflage) | Ingrid Simonnæs                                                                                 | 2023                   | 978-3-7329-0998-8 |

Quelle: